# خوليو سيزار دا سيلفا
خوليو سيزار دا سيلفا هو لاعب كرة قدم برازيلي، ولد في 23 يناير 1990 في Paranaíba ‏ في البرازيل. لعب مع نادي بالميراس.

## وصلات خارجية
- خوليو سيزار دا سيلفا على موقع قاعدة بيانات كرة القدم.إي يو (الإنجليزية)
- خوليو سيزار دا سيلفا على موقع قاعدة بيانات كرة القدم.إي يو (الإنجليزية)
- خوليو سيزار دا سيلفا على موقع Soccerway.com (الإنجليزية)